# 傑克遜鮋
傑克遜鮋，為輻鰭魚綱鮋形目鮋亞目鮋科的其中一種，為熱帶海水魚，分布於西太平洋澳洲昆士蘭南部至維多利亞海域，棲息深度1-73公尺，體長可達33.7公分，棲息在珊瑚礁底層水域，生活習性不明。